# 4782 Gembloux
4782 Gembloux eller 1980 TH3 är en asteroid i huvudbältet som upptäcktes den 14 oktober 1980 av de båda belgiska astronomerna Henri Debehogne och Léo Houziaux vid Haute-Provence-observatoriet. Den är uppkallad efter Gembloux.
Asteroiden har en diameter på ungefär 11 kilometer och den tillhör asteroidgruppen Koronis.